# Приорат (винодельческий регион)
Приорат (кат. Priorat, исп. Priorato) — единственный винодельческий район (аппелласьон) высшей категории (DOQ) в Каталонии (вегерия Кам-де-Таррагона). Один из наименьших по площади винодельческих районов Испании, DOQ Приорат занимает скалистые склоны хребта Монсан и соответствует комарке Приорат в составе провинции Таррагона.
Ассоциируется с мощными красными винами на базе сорта гарнача, обладающими высоким потенциалом выдержки. Эти вина впервые получили широкое международное признание и высокие оценки винных критиков в 1990-е годы.
Администрация аппеласьона с 1999 года базируется в живописной деревеньке Торроха, хотя большинство виноделен находится в Гратальопсе. Сходные вина из винограда, выращенного в окрестностях Приората, поступают на рынок под эгидой аппелласьона Монсан (менее престижный уровень DOP).

## История
Название района связано с тем, что с XII века управление местными селениями находилось в руках картезианского приората (монастыря) Скала-Деи («Лестница Бога»). В 1835 году монастырские земли были секуляризированы в пользу местных фермеров.

Винодельческая зона Priorat уровня DO была утверждена в 1954 году. Администрация аппелласьона до 1999 года базировалась за пределами комарки — в городе Реус. Фермеры продавали собранный урожай винограда специализированным кооперативам, которые перерабатывали его в ничем не примечательное вино. Такая ситуация сохранялась до второй половины 1980-х годов, когда потомственный провансский винодел Рене Барбье III провёл анализ виноградников региона с целью выявить наиболее перспективные с точки зрения виноделия участки, получившие (по бургундской традиции) особый статус: clos. 
Большую пятёрку виноделов Приората образуют владельцы участков, первоначально удостоенных статуса clos: сам Барбье (владелец винодельни Clos Mogador), Альваро Паласьос (владелец винодельни Clos Dofi, позднее переименованной в Alvaro Palacios), Хосе Луис Перес (владелец Clos Martinet), Дафна Глориан (владелица Clos Erasmus) и Карлес Пастрана (владелец Clos de l’Obac). Урожай винограда, выращенный ими с 1989 по 1991 годы, был централизованно винифицирован в Гратальопсе по последнему слову виноделия. Первоначально ставка делалась на «интернациональные» сорта винограда французского происхождения: каберне-совиньон, мерло, сира и даже пино-нуар.
Однако настоящий успех пришёл, когда в 1993 году Паласьос выпустил вино L’Ermitа («Отшельница») из винограда, собранного со старых лоз гарначи. Это насыщенное вино с высоким содержанием танинов получило восторженные отзывы винных критиков уровня Роберта Паркера и к концу 1990-х годов превосходило по цене почти все испанские вина. Международный успех L’Ermita доказал способность гарначи производить вина, не уступающие по качеству лучшим винам Франции. Хотя власти Каталонии в 2000 году признали за винодельческой зоной Приорат статус зоны высшего уровня (DOC / DOQ), ранее принадлежавший в Испании только Риохе, Мадрид утвердил это решение лишь 9 лет спустя.
Среди прочего Приорат интересен тем, что первым в Испании ввёл систему классификации виноградников по бургундскому образцу. Классификация сугубо добровольная; пока в ней принимают участие менее половины виноделен региона. В середине 2000-х годов в Приорате насчитывалось чуть больше 50 производителей вина. По состоянию на 2017 год (по данным официального сайта аппелласьона) их количество выросло до 109, а число виноградников достигло 567. За первые 20 лет XXI века площадь виноградников увеличилась минимум вдвое, впервые превысив 2000 га.

## Терруар
Терруар региона отличается своеобразием. Вина Приората изготавливают из винограда, выращенного на территории 12 коммун комарки Приорат, расположенных приблизительно в 30 км к западу от средиземноморского порта Таррагона. Высота виноградников варьируется в диапазоне от 100 до 700 метров над уровнем моря. Залогом качественности вина считаются характерные для Приората скудные, скалистые почвы на основе кварца и аспидного сланца, именуемые ликорелья (исп. licorella):
Почвы крайне интересные на вид. Оттенок меняется с почти черного до охристого, серого и даже оранжевого. Это тонкие и не очень каменные полоски, выложенные одна параллельно другой. Кажется, что почвы очень жёсткие, но всё наоборот: они очень легко крошатся даже в руках. Корневая система лозы может перемещаться между ними, однако процесс этот непростой, и корни принимают причудливые формы, постоянно поворачивая под разными углами в поисках воды.
По испанским стандартам урожайность этих почв рекордно низкая: в среднем с гектара получают 5 или 6 гектолитров вина. Производители вин премиального уровня нередко снижают урожайность до минимума. Другой фактор, влияющий на качество вина, — солидный возраст кустов винограда. Скалистая почва благоприятствует формированию у кустов особо длинных и сложных корневых систем, которые наполняют ягоды винограда «минеральностью чёрных камней».
Климат Приората считается (по меркам средиземноморских виноделов) континентальным: лето тут жаркое и засушливое, а зимой температура может опускаться ниже нуля. Виноградники ежегодно получают 400—600 мм осадков — немногим больше, чем в Андалусии.

## Виноделие
По состоянию на 2018 год 41 % площади виноградников был засажен гарначей, 23 % — кариньеной (именуемой местными
виноградарями Samsó), по 10 % — французскими сортами каберне-совиньон и сира. С ходом времени процент кариньены падает, а процент сиры — возрастает. Новые виноградники часто высаживаются на шпалерах. Не более 7 % площади виноградников заняты белыми сортами.
Подобно винам Риохи, качество вин Приората не отличается стабильностью. В идеале вина Приората ценятся за выраженное «тело»: густоту, плотность, высокое содержание танинов. Для получения более сложного букета к испанским сортам нередко подмешивают небольшое количество виноматериалов из французских («международных») сортов. Чтобы угодить вкусам зарубежных потребителей, в начале XXI века вино Приората старались выдерживать в новых французских барриках, стремясь достичь максимального уровня алкоголя (часто 15 %) и концентрации. В букете вин часто отмечается изобилие «очень спелых и даже переспелых красных и чёрных ягод и много-много пряностей».
Исходный стиль вин Приората отражал предпочтения потребителей 1990-х годов, особенно вкусы законодателя винной моды тех лет — Роберта Паркера, однако со временем эта стилистика эволюционирует. Флагманские винодельни всё чаще отказываются от использования международных сортов, смещая фокус на потенциал местных гарначи и кариньены, а также возвращаются к использованию традиционных для региона огромных бочек (объёмом около 2500 литров).

## Винодельни региона
- Devinssi (хозяйство, основанное в 2000 году)